# Wonderland Avenue
Wonderland Avenue (City of Bones, dans l'édition originale en anglais américain) est un roman policier de Michael Connelly, paru en 2002. C'est le huitième roman mettant en scène le personnage d'Harry Bosch.

## Résumé
Pour Harry Bosch, inspecteur au sein du LAPD, rien n'est plus difficile que de mener une enquête sur le meurtre d'un enfant. C'est pourtant ce qui se profile à l'horizon lorsque, le jour du Nouvel An, Mankiewitz, le sergent de garde au commissariat d'Hollywood, le contacte pour lui annoncer qu'un docteur habitant Laurel Canyon vient de mettre la main sur ce qui semble être un humérus d'enfant. De plus, des marques sur les os suggèrent qu'il y a eu des abus répétés. Un autre signe préoccupant : la victime, qui aurait environ douze ans, aurait été inhumée à la hâte. Et pour couronner le tout, le crime remonterait à plus de vingt ans.

## Personnages
- Hieronymus « Harry » Bosch : Inspecteur au LAPD à la Division des homicides d'Hollywood.

- Grace Billets : Lieutenant au LAPD, commissariat d’Hollywood.

- Julia Brasher : Officier en période probatoire au LAPD, collègue et petite amie de Bosch.

- Jerry Edgar : Inspecteur à la Division des homicides au LAPD, partenaire de Bosch.

- Kizmin Rider : Inspectrice à la Division des homicides au LAPD.

- Irvin Irving : Chef adjoint du LAPD, souvent en conflit avec Bosch.

- Carmen Hinojos : Psychologue du LAPD.

- John Houghton : Médecin légiste.

- Kathy Kohl : Journaliste.

- Captain LeValley : Officier supérieur au LAPD.

- Teresa Corazón : Officier du LAPD.

- Johnny Stokes : Suspect.

- Nicholas Trent : Personnage lié à l'enquête.

- Arthur Delacroix : Victime.

## Contexte et chronologie
Le roman s’inscrit dans une phase de transition dans la vie de l’inspecteur Harry Bosch. Alors qu’il travaille à la division des homicides d’Hollywood, Bosch est appelé le jour de l’an pour enquêter sur la découverte des ossements d’un adolescent, enfouis depuis deux décennies dans les collines de Laurel Canyon.
Cette affaire, qui plonge dans l’histoire sombre de Los Angeles, ravive chez Bosch les blessures de son propre passé, notamment le meurtre non résolu de sa mère durant son enfance. La victime, un garçon de douze ans battu à mort, incarne pour Bosch toutes les injustices accumulées dans la ville. Il devient émotionnellement impliqué, à un degré tel qu’il remet en question sa propre place dans la police.
Le livre s’inscrit dans une continuité marquée par la solitude grandissante du personnage. Bosch entame une relation sentimentale avec Julia Brasher, une jeune recrue du LAPD. Cette relation, conflictuelle et mal perçue par la hiérarchie, renforce son isolement professionnel.
Sur le plan institutionnel, Bosch fait face à des tensions internes croissantes, notamment avec le chef adjoint Irving, et à une pression de la hiérarchie pour abandonner l’affaire. Son refus de se conformer aux ordres le mène à une décision radicale à la fin du roman : il démissionne du LAPD.

## Accueil critique
L'ouvrage est généralement salué pour sa tonalité introspective et pour la manière dont il approfondit la psychologie de Harry Bosch. Plusieurs critiques soulignent que ce roman marque un tournant dans la série : Bosch se confronte non seulement à un ancien crime non résolu, mais aussi à ses propres traumatismes et à son avenir au sein du LAPD.
Le roman est « un polar solide, empreint d’une mélancolie rare chez Connelly, où les rues de Los Angeles sont plus que jamais le théâtre d’une quête existentielle autant que policière ». La critique met également en avant l’évolution narrative vers une tonalité plus sombre et introspective, tout en maintenant une intrigue bien rythmée.
Le New York Times évoque une œuvre « moins centrée sur l’action que sur les conséquences émotionnelles du travail de policier ». Le quotidien note que Bosch « commence à envisager sérieusement sa place dans le système judiciaire et ce qu’il est prêt à accepter ou non ».
Le livre est décrit comme « un subtil équilibre entre polar procédural et réflexion sur la mémoire, la culpabilité et le poids du passé ». La critique insiste sur l’intelligence avec laquelle Connelly mêle enquête et introspection.

## Éditions
Édition américaine originale
- (en) Michael Connelly, City of Bones, Boston, Little, Brown and Company, 2002, 393 p. (ISBN 978-0-3161-5405-5)

Éditions françaises
- Michael Connelly (trad. de l'anglais américain par Robert Pépin), Wonderland Avenue [« City of Bones »], Paris, Éditions du Seuil, coll. « Seuil policiers », 2002, 338 p. (ISBN 978-2-0205-2437-7)

Le roman à fait l'objet de trois rééditions en France.

## Livres audio
La traduction française du roman (traduit de l'américain par Robert Pépin) a fait l'objet en 2002 et 2006, de deux éditions sous forme de livre audio, dans une même narration d'Éric Herson-Macarel, d'une durée de 10 heures 50 minutes pour la première et de 10 heures 19 minutes pour la seconde.

## Adaptation télévisée
La saison 1 de la série Harry Bosch des Studios Amazon est en partie librement adaptée de ce roman.

## Distinctions

### Prix
Le roman a été récompensé par deux prix littéraires:
- Prix Anthony 2003 du meilleur roman[11]
- Prix Barry 2003 du meilleur roman[12]

### Nominations
Il a également été nommé pour trois autres prix littéraires:
- Prix Dagger 2002[13]
- Prix Edgar-Allan-Poe 2003 du meilleur roman[14]
- Prix Macavity 2003 du meilleur roman[15]